# Штајер АУГ
Steyr АUG је јуришна (аутоматска) пушка аустријске прозводње. Дизајнирана је шездесетих година прошлог века за потребе аустријских оружаних снага. Специфичној дизајна, релативно мале тежине и велике прецизности, постала је веома популарна широм света, а поготову међу извиђачким, диверзантским и извиђачко - диверзантским формацијама.Ова пушка спада у тзв. булпап пушке и представља основно примарно наоружање аустријских војника.

## Основне карактеристике пушке
"Булпап" дизајн омогућава смањивање тежине оружја и њених димензија, уз истовремену могућност уметања дуже цеви. Тако се добија прецизно оружје, лако за маневрисање, па и не чуди што су овакве пушке омиљене међу диверзантима.
Сама пушка је одлично балансирана и прилагођена и леворуким стрелцима.
Кундак пушке израђен је од ојачаног полимера и долази у две боје: СМБ (за војне потребе) и црној (за потребе полиције). У њему се налазе сви делови и склопови механике. Цев је израђена од челика, методом хладног ковања.
Рукохват са браником омогућава несметано руковање и када стрелац носи рукавице.
Отвор за избацивање чаура се конструкцијски налази са десне, али се може преместити и на леву страну сандука.
На предњем делу пушке налази се мобилна хоризонтална ручица, која се може лако скидати.
Регулатор паљбе није класичан, већ се регулише повлачењем обараче: прво колено - јединачна, друго колено - рафална.
По потреби, на пушку се могу монтирати пригушивач пуцња и потцевни бацач граната.
Модел А2 има интегрисану шину, која омогућава монтирање додатне тактичке опреме.
Карактеристично за Штајер јесте чињеница да се пушка у неколико секунди може заменити и модификовати у компакт, карабин или варијанту пушкомитраљеза.

## Модели
Првобитни модел, представљен 1978. носио је ознаку AUG A0 . Поред њега, ту су модернији AUG A1 из 1982, као и већ поменути AUG A2 .
Модел AUG A3 SF је израђен за потребе јединица за специјалне намене и усвојен је у Аустрији 2007. године.
За америчко тржиште израђена је верзија AUG A3 SA USA .